# Clavulina cartilaginea
Clavulina cartilaginea är en svampart som först beskrevs av Berk. & M.A. Curtis, och fick sitt nu gällande namn av Corner 1950. Clavulina cartilaginea ingår i släktet Clavulina och familjen Clavulinaceae.   Inga underarter finns listade i Catalogue of Life.